# Malcolm X självbiografi
Malcolm X självbiografi (originaltitel: The Autobiography of Malcolm X) är en självbiografisk bok från 1965 skriven av Malcolm X i samarbete med journalisten Alex Haley, i svensk översättning 1971 av Olle Moberg.